# Золотаревич Ірина Анатоліївна
Ірина Золотаревич — радниця міністра соцполітики України, екс-радниця прем'єр-міністра України, автор освітніх програм, спікер TEDx. Психолог, соціолог, експерт з комунікацій, письменниця, громадський діяч.
Експерт Українського Культурного Фонду та Міністерства культури і інформаційної політики.
Співзасновниця World Communication Forum Davos Association та Всесвітнього комунікаційного форуму World Communication Forum Davos в Києві.
Письменниця, автор 7 книжок-бестселерів з розвитку мислення, шкільної програми з фінансової грамотності та підприємництва та понад 100 освітніх програм.
Викладач програм MBA та міжнародних відносин.
Диплом CIPR, програма Stanford University.
Професійний сертифікований коуч (Professional Certified Coach) МСС ICF.
Спікер Форуму з питань зміни клімату, Давоського комунікаційного форуму (Давос), TEDx, а також форумів в Куала Лумпур, Делі, Парижі, Лос-Анжелесі.

## Життєпис
З 2024 року - радниця міністра соцполітики Оксани Жолнович.
У 2020 році розробила та почала застосовувати нову методологію/підхід в коучингу — п'ятикрокову модель трансформації мислення, націлену на масштабування особистості та бізнесу, а також подолання фінансових страхів. Також заснувала власну школу коучингу, де готує сетрифікованих коучів за авторською методологією.
У 2019 році Ірина заснувала жіночу бізнес-спільноту Women's Mastermind GROUP для власниць українських компаній і лідерок думок.
У 2016—2018 роках — радник з комунікацій прем'єр-міністра України на громадських засадах. Координувала комунікаційні кампанії та донорську допомогу міжнародних партнерів, спрямовані на просування реформ, та стояла біля витоків створення бренду України — Ukraine NOW, ініціювавши роботу над єдиним брендом країни в квітні 2017 року.
Член кількох експертних рад, робочих груп та комісій державного рівня:
• Експертна рада з комунікаційних стратегій при Українському культурному фонді (координується Міністерством культури України);
• Комісія з питань популяризації України (координується Міністерством інформаційної політики України);
• Робоча група України та ЄС зі стратегічних комунікацій;
• Експертний центр «Аналітика, супровід, консалтинг реформ» (ГО).
Директор WCFDavos Kyiv і ексклюзивний представник WCFDavos в Києві.
В травні 2014 року стала членом міжнародного комітету WCFDavos. У 2014 році також стала співзасновником неприбуткової організації World Communication Forum Association (WCFA) та наразі є членом Виконавчої ради WCFA. Організація покликана розвивати комунікації глобально та об'єднувати експертів з усього світу.
З 2011 по 2015 рік — директор комунікаційної агенції Pleon Talan. Разом з командою Pleon Talan завоювала нагороду Effie Ukraine за найефективніший комунікаційний проект і отримала міжнародне визнання за комунікаційний діджитал-проект «Бабин Яр» на IPRA Golden World Awards.
Як член правління UAPR очолювала організаційний комітет конкурсу PR-проєктів Pravda Awards і координує програму «UAPR для студентів».
Ірина Золотаревич — автор і співавтор понад 100 лекцій та тренінгів у сфері комунікацій, старший викладач в Інституті міжнародних відносин.
У 2007 році виступила одним з ініціаторів проєкту, спрямованого на підвищення фінансової грамотності серед українських дітей — Detki-Monetki. Сьогодні він вже працює в чотирьох країнах. 
Продовжуючи розвиток теми фінансової грамотності, Ірина Золотаревич у співавторстві опублікувала п'ять книг з питань підприємницької діяльності, шкільний підручник з фінансової грамотності.
Ірину неодноразово запрошували до обговорення державної стратегії розвитку інформаційного суспільства та підтримки IT в Україні.

## Нагороди
2019 році стала лауреатом всеукраїнської премії «Жінка ІІІ тисячоліття» за вагомі соціальні здобутки.

## Публікації та ефіри
- Ирина Золотаревич. Обучение детей финансовой грамотности по возрастам: 15–16 лет  [Архівовано 22 лютого 2019 у Wayback Machine.]
- Ирина Золотаревич: Эффективность без стресса  [Архівовано 22 лютого 2019 у Wayback Machine.]
- Ірина Золотаревич: Моя мета — навчати людей у всьому світі масштабувати своє життя (10/09/2020) — інтерв'ю на «Business Woman»[8]
- Ірина Золотаревич: я допомагаю масштабувати особистість (7.07.2020) — інтерв'ю на «Journalist Today»[9]
- Интервью с Ириной Золотаревич. Digital Nomads — тренд, на который не нужно закрывать глаза (6.06.2019)[10]
- Катерина Загорий: мое призвание — творить большие истории (ВИДЕО) — Цикл передач «Масштаб личности с Ириной Золотаревич» (8.01.2020)[11][12]
- Женское лидерство: 5 вопросов к себе для развития (21/07/ 2020) — колонка И.Золотаревич в «Marie Claire»[16]
- 5 шагов, которые помогут выстроить стратегию лидерства в жизни и бизнесе — (21/07/ 2020) — колонка И.Золотаревич в «Единственная»[17]
- Как бороться с паническими атаками: Советы нейропсихолога (23.07.2020) — колонка И.Золотаревич в «L'OFFICIEL»[18]
- Что такое эмоциональное выгорание и как вернуться в нормальное состояние: пять шагов (19.06.2020) — колонка И.Золотаревич в «Сегодня»[19]
- Что такое страх бедности и как его побороть: три эффективных способа (24/06/2020) — колонка И.Золотаревич в «Сегодня»[20]

### Колонки та блоги
- Forbes
- Капитал
- Деньги.юа [Архівовано 9 лютого 2022 у Wayback Machine.]
- WoMo.ua [Архівовано 9 лютого 2022 у Wayback Machine.]
- Новое Время [Архівовано 9 лютого 2022 у Wayback Machine.]
- Ліга [Архівовано 9 лютого 2022 у Wayback Machine.]
- Mind.ua [Архівовано 9 лютого 2022 у Wayback Machine.]